# Scybalista
Scybalista és un gènere d'arnes de la família Crambidae.

## Taxonomia
- Scybalista byzesalis (Walker, 1859)
- Scybalista restionalis Lederer, 1863